# Bois-Herpin
Bois-Herpin – miejscowość i gmina we Francji, w regionie Île-de-France, w departamencie Essonne.
Według danych na rok 1990 gminę zamieszkiwało 59 osób, a gęstość zaludnienia wynosiła 15 osób/km² (wśród 1287 gmin regionu Île-de-France Bois-Herpin plasuje się na 1071. miejscu pod względem liczby ludności, natomiast pod względem powierzchni na miejscu 756.).